# Shanghai New International Expo Center
Lo Shanghai New International Expo Center (abbreviato con l'acronimo SNEIC) è un centro espositivo situato a Pudong, Shanghai.
Ospita mostre, fiere, congressi ed esposizioni, tra cui il Motor Show di Shanghai. 

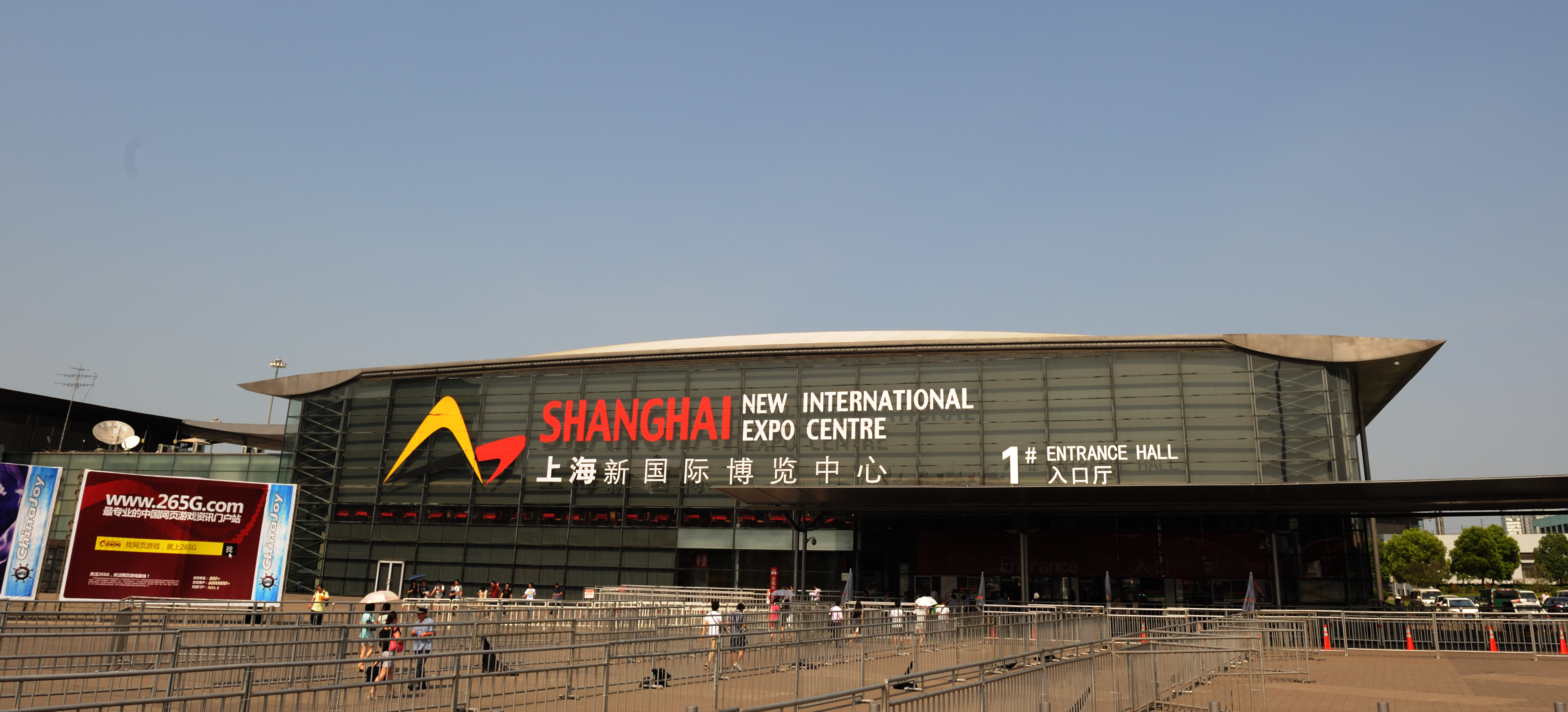
Panoramica del complesso

## Storia
Lo studio di design statunitense Murphy/Jahn Architects si è occupato della progettazione della struttura.
La costruzione è iniziata il 4 novembre 1999, venendo poi aperto il 2 novembre 2001. Ha anche ospitato la Tennis Masters Cup del 2002, dove una delle sale è stata temporaneamente trasformata in un campo da tennis.
A partire dal 2012, ha una capienza di 200.000 m² coperti e 100.000 m² di area espositiva all'aperto. Le strutture dell'Expo Center includono 17 sale espositive, sale conferenze e un centro business.  
La Shanghai New International Expo Center Co., La società che gestisce il centro espositivo, è una joint venture sino-tedesca al 50:50 tra la Shanghai Lujiazui Exhibition Development e della German Exposition Corporation International GmbH (GEC).